# جادرانکا استویاکوویچ
جادرانکا استایکوویچ (به انگلیسی: Jadranka Stojaković) (زاده ۲۴ ژوئیه ۱۹۵۰-درگذشته ۳ می ۲۰۱۶) خواننده اهل بوسنی و هرزگوین بود.
او در یوروویژن ۱۹۸۱ نماینده یوگسلاوی بود.